# Морпарк (град, Калифорния)
Морпарк (на английски: Moorpark) е град в окръг Вентура, щата Калифорния, САЩ. Морпарк е с население от 32978 жители (2000) и обща площ от 70,61 km². Намира се на 157 m надморска височина. ЗИП кодовете му са 93021-2804, а телефонният му код е 805.